# Podolska Brygada Kawalerii

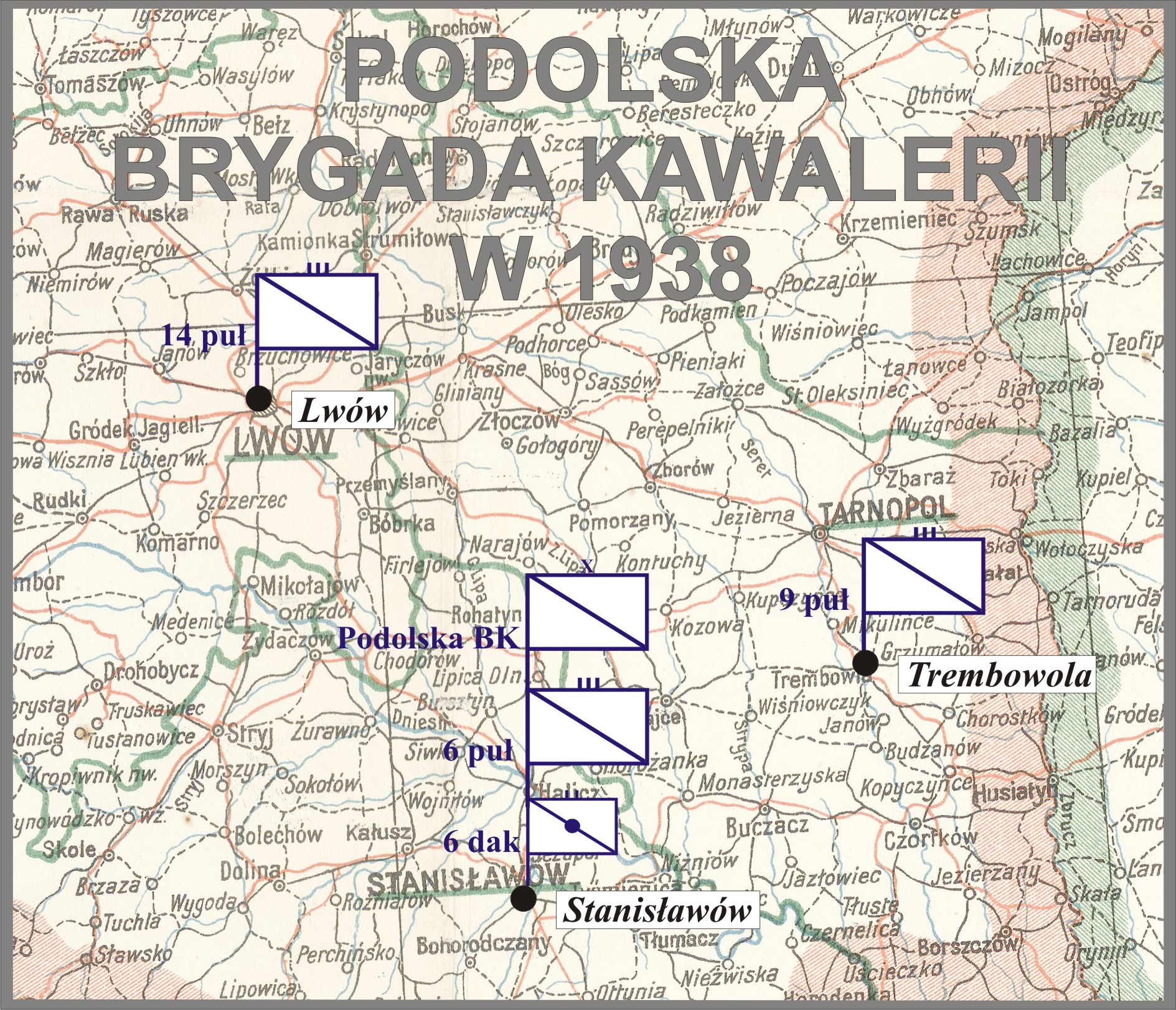
Podolska BK w 1938

Podolska Brygada Kawalerii (Podol. BK) – wielka jednostka kawalerii Wojska Polskiego II RP.
W 1924 VI Brygada Jazdy przeformowana została w 6 Samodzielną Brygadę Kawalerii. Minister spraw wojskowych rozkazem Dep. Dow. Og. 1820. Org. Tj. nadał z dniem 1 kwietnia 1937 dotychczasowej 6 SBK nazwę „Podolska Brygada Kawalerii”.
W czasie kampanii wrześniowej brygada walczyła w składzie Armii „Poznań”. Przetransportowana koleją, osłaniała Poznań od zachodu. W pierwszej fazie bitwy nad Bzurą w składzie Grupy Operacyjnej Kawalerii gen. Grzmota-Skotnickiego uderzała na Uniejów i Wartkowice, następnie walczyła pod Ozorkowem. W składzie grupy operacyjnej gen. Abrahama pomaszerowała przez Puszczę Kampinoską do Warszawy. Do końca działań broniła stolicy.
Tradycje Podolskiej BK kultywowała 6 Brygada Kawalerii Pancernej ze Stargardu.

## Organizacja pokojowa w latach 1937–1939
- Dowództwo Podolskiej Brygady Kawalerii w Stanisławowie
- 6 pułk ułanów Kaniowskich w Stanisławowie
- 9 pułk ułanów Małopolskich w Trembowli
- 14 pułk ułanów Jazłowieckich we Lwowie
- 6 dywizjon artylerii konnej im. gen. Romana Sołtyka w Stanisławowie
- 6 szwadron pionierów w Stanisławowie
- 6 szwadron łączności w Stanisławowie

## Udział w kampanii wrześniowej 1939 roku

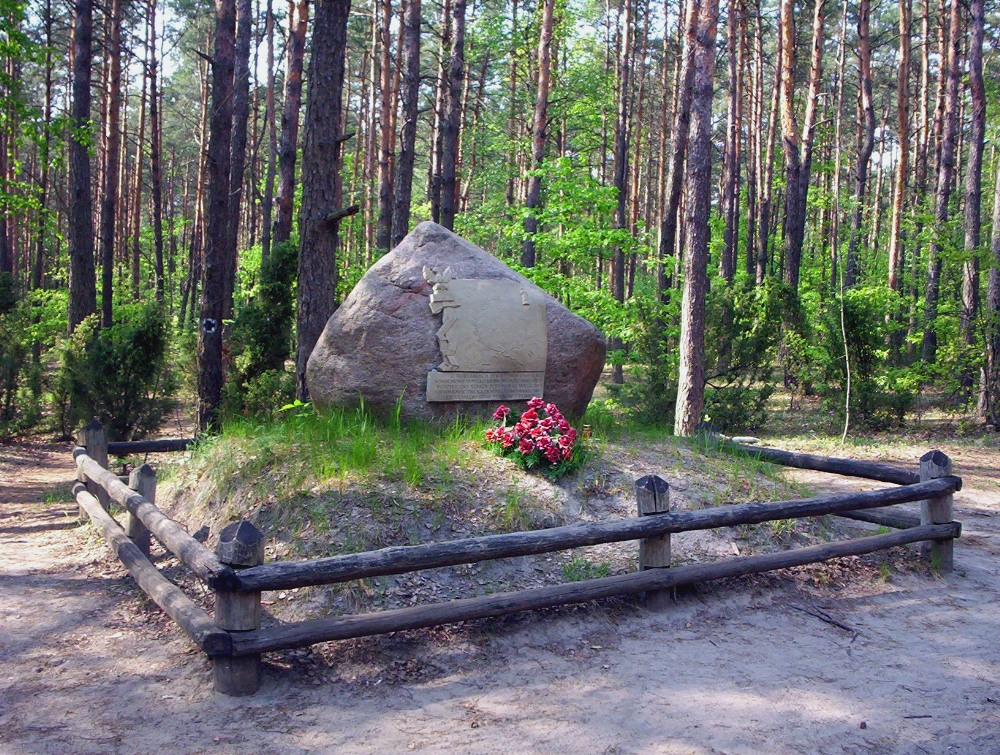
Kamień Ułanów Jazłowieckich w Puszczy Kampinoskiej

Podolska Brygada Kawalerii pod dowództwem płk. dypl. Leona Strzeleckiego zgodnie z pierwotnymi zamiarami miała być w składzie Armii „Łódź” gen. dyw. Juliusza Rómmla, ale ostatecznie skierowano ją do Armii „Poznań” gen. dyw. Tadeusza Kutrzeby. 
1 września przybyła na obszar operacyjny Armii. Przez pierwsze dni września Brygada była w odwrocie wraz z resztą Armii bez styczności z Niemcami. 6 września Brygada osiągnęła Kleczew, a 7 września stała w rejonie Sompolna, skąd następnie została przesunięta w rejon Dąbia nad Nerem. Od 8 września brała udział w bitwie nad Bzurą, początkowo jako osłona prawego skrzydła wojsk polskich, działając w kierunku Uniejowa. 9 września zdobyła Wartkowice i Parzęczew, dzięki czemu opanowała główną linię łączności i zaopatrzenia niemieckiego X Korpusu gen. art. Wilhelma von Ulexa. 11 września Armia „Poznań”, kontynuując natarcie siłami 25 Dywizji Piechoty gen. bryg. Franciszka Altera i Podolskiej BK, walczyła na południowy zachód od Łęczycy z nadchodzącą niemiecką 221 Dywizją Piechoty gen. por. Johanna Pflugbeila. W następnych dniach Brygada przeciwdziałała kontratakowi 221 DP w kierunku na Wartkowice. Po wycofaniu się 17 września z południowego brzegu Bzury w Witkowicach, Brygada przebijała się do Puszczy Kampinoskiej. 20 września wraz z elementami Wielkopolskiej Brygady Kawalerii i Pomorskiej Brygady Kawalerii przebiła się przez Palmiry do Warszawy. W czasie tych walk szarżę pod Wólką Węglową przeprowadził 14 pułk ułanów Jazłowieckich. Z tych brygad kawalerii 23 września sformowano Zbiorczą Brygadę Kawalerii gen. bryg. Romana Abrahama. Walczyła ona w obronie Warszawy do jej kapitulacji 28 września.

### Organizacja wojenna brygady we wrześniu 1939 roku
- Kwatera Główna Podolskiej Brygady Kawalerii
- 6 pułk ułanów
- 9 pułk ułanów
- 14 pułk ułanów
- 6 dywizjon artylerii konnej
- 62 dywizjon pancerny
- 7 batalion strzelców – dowódca mjr Józef Szul
- bateria artylerii przeciwlotniczej motorowa nr 86
- szwadron kolarzy nr 6 – dowódca por. Władysław Orski[3]
- szwadron pionierów nr 6 – dowódca rtm. Bolesław Krajewski
- szwadron łączności nr 6 – dowódca por. Jerzy Olszewski
- samodzielny pluton karabinów maszynowych nr 6 – dowódca NN
- pluton konny żandarmerii nr 6 – dowódca por. Edward Landsman
- poczta polowa nr 130
- sąd polowy nr 46 – szef mjr dr Feliks Serbeński
- drużyna parkowa uzbrojenia nr 642
- park intendentury nr 642
- pluton sanitarny konny nr 86 – dowódca kpt. dr Witold Starkiewicz
- kolumna taborowa kawalerii nr 641
- kolumna taborowa kawalerii nr 642
- kolumna taborowa kawalerii nr 643
- kolumna taborowa kawalerii nr 644
- kolumna taborowa kawalerii nr 645
- kolumna taborowa kawalerii nr 646 – dowódca por. Leon Lewicki
- warsztat taborowy nr 642

Działania brygady wspierał przydzielony do niej I pluton 36 eskadry obserwacyjnej pod dowództwem por. obs. Jana Szyszki.
Na obszarze krajowym podporządkowanym Ministrowi Spraw Wojskowych sformowany został Ośrodek Zapasowy Kawalerii „Stanisławów”. Ośrodek zmobilizował 6 pułk ułanów w Stanisławowie (w przypadku wojny z ZSRR ośrodek miał być mobilizowany w Kraśniku). Zadaniem ośrodka była szkolenie rezerwistów i uzupełnianie nimi oddziałów Podolskiej BK.
Obsada personalna OZ Kaw. „Stanisławów”
- dowódca ośrodka - płk Tadeusz Kazimierz Kurnatowski
- I zastępca dowódcy - ppłk Włodzimierz Gilewski
- II zastępca dowódcy - mjr Karol Dillenius
- dowódca nadwyżek 14 puł - mjr Stefan Starnawski
- dowódca nadwyżek 6 dak - kpt. Stanisław Szewalski

### Obsada personalna Kwatery Głównej w 1939
- dowódca brygady – płk dypl. kaw. Leon Strzelecki
- szef służby sprawiedliwości - mjr aud. dr Feliks Serbeński
- oficer ordynansowy - por. inż. Władysław Przybysławski
- szef sztabu – ppłk dypl. kaw. Witold Święcicki
- oficer operacyjny - rtm. dypl. Stanisław Łubieński
- oficer informacyjny - kpt. dypl. Marian Winogrodzki
- dowódca łączności - mjr Ferdynand Beck
- kwatermistrz – mjr dypl. kaw. Grzegorz Dobrowolski-Doliwa
- szef intendentury - kpt. int. Ludwik Haslinger
- szef sanitarny - kpt. lek. Franciszek Jakubczak
- szef służby weterynaryjnej - mjr lek. wet. Mieczysław Zagajewski
- komendant Kwatery Głównej – rtm. Stanisław Muszyński
- dowódca szwadronu sztabowego – dowódca por. Niemirowski

## Obsada personalna dowództwa
Dowódcy brygady
- płk kaw. Konstanty Plisowski (1920 - XII 1927)
- płk dypl. kaw. Jerzy Grobicki (p.o. 1928 - I 1930)
- płk dypl. kaw. / gen. bryg. Juliusz Kleeberg (III 1930[4] - VIII 1939)
- płk dypl. kaw. Leon Strzelecki (VIII - IX 1939)

Szefowie sztabu
- mjr Włodzimierz Bem de Cosban (do XI 1922)
- kpt. / mjr SG (art.) Stanisław Jakub Sokołowski (XI 1922[5] - 16 V 1924 → kwatermistrz 13 dak)
- mjr SG Kazimierz Dworak (X 1924 - XII 1925 → dowódca 1 szwadronu 9 puł[6])
- mjr SG (art.) Tadeusz Feliks Skwarczyński (15 X 1924 - 5 XI 1928 → dowódca dyonu w 23 pap[7])
- mjr dypl. kaw. Władysław Chwalibogowski (5 XI 1928[8] – III 1930 → zastępca dowódcy 1 psk[9])
- mjr dypl. kaw. Włodzimierz Waldemar Rytarowski (1 XI 1930[10] - 9 XII 1932 → wykładowca w Szkole Gazowej[11])
- rtm. dypl. Juliusz Szychiewicz (9 XII 1932[12] - 26 I 1934 → skład osobowy inspektora armii w Wilnie[13])
- rtm. dypl. Michał Kłopotowski (od 26 I 1934[13])

I Oficerowie sztabu
- rtm. Kazimierz Suski de Rostwo (1924 - 11 III 1926 → 6 puł)
- rtm. Tadeusz Julian Nalepa (11 III - 25 VIII 1926 → 22 puł[14])
- rtm. Władysław Płonka (od 25 VIII 1926[15])
- rtm. SG Zygmunt Cuzek (XI 1927[16] – 1928)
- kpt. dypl. art. Aleksander Sulewski (XI 1932 – XI 1934)
- por. kaw. Andrzej Hlawaty (od XI 1934[17])

Obsada personalna i struktura organizacyjna w marcu 1939
- dowódca brygady – gen. bryg. Juliusz Kleeberg
- szef sztabu – ppłk dypl. Witold II Święcicki
- I oficer sztabu – rtm. dypl. Stanisław Łubieński
- II oficer sztabu – rtm. adm. (kaw.) Stanisław Kiczan
- dowódca łączności – mjr Ferdynand Stanisław Beck
- oficer intendentury – kpt. int. Ludwik Józef Jan Haslinger